# Gordon Smith
Gordon Smith (25 de maig de 1924 - 7 d'agost de 2004) fou un futbolista escocès de la dècada de 1950.
Fou internacional amb la selecció d'Escòcia en 19 ocasions. També jugà amb la selecció de la lliga.
Pel que fa a clubs, defensà els colors de Hibernian, Heart of Midlothian i Dundee.